# コゴ
コゴ(Cogo、KogoまたはKoszho)は、赤道ギニアのリオ・ムニにある衛星都市である。アカラヨングの東に位置し、かつてはPuerto Iradierと呼ばれた。部分的に荒廃したスペイン植民地時代の建築によって知られる。リトラル県で最も南の都市であり、県都のバタから道路で121km、アカラヨング経由で117kmに位置する。東から南東はCongue川、南西から西はMitemle川に囲まれている。Congue川もMitemle川もリオ・ムニを流れ、実際には半島であるコゴを時に島のようにする。
改修中の港から数mのところに無人のエヴェレ島がある。人口の大部分、特に沿岸部の人口は漁業を営んでおり、またムニ川河口が隣のガボンへの入り口として収入源になっている。
1874年に最初に居住したヨーロッパ人であるマヌエル・イラディエルの巨大な像がある。
国際的に有名な医師で政治活動家のWenceslao Mansogoはこの町の出身である。
ロビン・クックの1997年の小説Chromosome 6は、コゴで書かれた。